# Коломия (Підляське воєводство)
Коломия (пол. Kołomyja) — село в Польщі, у гміні Рутки Замбровського повіту Підляського воєводства.
Населення — 143 особи (2011).
У 1975-1998 роках село належало до Ломжинського воєводства.

## Демографія
Демографічна структура станом на 31 березня 2011 року:
|          | Загалом | Допрацездатний вік | Працездатний вік | Постпрацездатний вік |
| -------- | ------- | ------------------ | ---------------- | -------------------- |
| Чоловіки | 72      | 14                 | 43               | 15                   |
| Жінки    | 71      | 12                 | 37               | 22                   |
| Разом    | 143     | 26                 | 80               | 37                   |